# 藤﨑紘範
藤﨑 紘範（ふじさき ひろのり、1980年5月21日 - ）は、宮崎県延岡市出身の元プロ野球選手（投手）。右投右打。現在は東北楽天ゴールデンイーグルスのチームスタッフを務める。

## 経歴

### 近鉄時代
1998年に宮崎第一高等学校からドラフト5位で大阪近鉄バファローズに入団。同校初のプロ野球選手となった。
1999年は8月4日の対西武ライオンズ戦で、近鉄としては1989年の赤堀元之以来の高卒新人一軍先発を務めた。以後、毎年数試合ずつ一軍登板を記録していき、2002年9月30日の対福岡ダイエーホークス戦でプロ初勝利をあげた。しかし、これがプロであげた唯一の白星となった。
2004年は二軍で最優秀勝率のタイトルを獲得するも、10月6日に戦力外通告を受け、東北楽天ゴールデンイーグルスにテスト入団。

### 楽天時代
2005年はオープン戦での活躍が認められ開幕一軍入りを果たした。開幕2戦目となった3月27日の対千葉ロッテマリーンズ戦（千葉マリンスタジアム）で先発に抜擢された。しかし、初回から滅多打ちに遭い、2回を待たず4失点で降板。その後を受けた投手達も失点を重ねていき、チームは0-26という「記録的大敗」を喫した試合であった（詳細。楽天としての公式戦初の敗戦投手が記録された）。その後、この年は一軍での目立った活躍はなかった。
2006年は開幕メンバーにこそ選ばれなかったが、前年とは一転してリリーフ投手として落ち着きのある投球を披露し、自己最多の21試合に登板した。しかし、翌2007年はプロ入り後初めて一軍戦での登板はなく、10月5日に戦力外通告を受けて現役引退。引退後は打撃投手としてチームに残留している。
2025年からは一軍用具補佐兼チーム戦略部スコアラーグループに配置転換。

## 選手としての特徴・人物
スライダー・スローカーブ・フォークなど多彩な変化球を駆使し打たせて取る軟投派。球速は常時130km/h台（MAX142km/h）と、右腕としては遅い部類であるが、ハマった時にはかなり好投を見せる。しかし、球速があまり出ないため球にキレがないと滅多打ちを食らうという両極端な投手である。
先発としては打ち込まれKOされることが多かったが、反面リリーフとして登板すると前述のように意外な好投を見せることが間々ある。2006年6月8日の対横浜戦では、直前の川井貴志が古木克明に死球を与えて、無死満塁とピンチを拡げたところでこの日の4番手として登板すると、内川聖一を三飛に、続く内藤雄太・鶴岡一成を連続三振に打ち取り、この回を無失点で切り抜けた。同年は他にも敗戦処理で抜群の安定感を発揮した。
妻はラジオ大阪の近鉄戦を中継する番組・近鉄バファローズナイターでリポーターをしていた。
2003年11月に長女が誕生した際、球団を通し命名を公表したが、その名前がとある有名ゲーム作品の登場人物と同じ読みであったため話題となった。
モーニング娘。が好きであり、中でも高橋愛のファンである。

## 詳細情報

### 年度別投手成績
| 年 度     | 球 団     | 登 板 | 先 発 | 完 投 | 完 封 | 無 四 球 | 勝 利 | 敗 戦 | セ 丨 ブ | ホ 丨 ル ド | 勝 率 | 打 者 | 投 球 回 | 被 安 打 | 被 本 塁 打 | 与 四 球 | 敬 遠 | 与 死 球 | 奪 三 振 | 暴 投 | ボ 丨 ク | 失 点 | 自 責 点 | 防 御 率 | W H I P |
| --------- | --------- | ----- | ----- | ----- | ----- | -------- | ----- | ----- | -------- | ----------- | ----- | ----- | -------- | -------- | ----------- | -------- | ----- | -------- | -------- | ----- | -------- | ----- | -------- | -------- | ------- |
| 1999      | 近鉄      | 4     | 2     | 0     | 0     | 0        | 0     | 1     | 0        | --          | .000  | 50    | 10.0     | 12       | 2           | 9        | 0     | 1        | 5        | 1     | 0        | 11    | 10       | 9.00     | 2.10    |
| 2000      | 近鉄      | 3     | 0     | 0     | 0     | 0        | 0     | 0     | 0        | --          | ----  | 15    | 3.1      | 4        | 0           | 1        | 0     | 0        | 1        | 0     | 0        | 3     | 2        | 5.40     | 1.50    |
| 2001      | 近鉄      | 7     | 0     | 0     | 0     | 0        | 0     | 0     | 0        | --          | ----  | 70    | 14.2     | 20       | 0           | 6        | 0     | 2        | 7        | 0     | 0        | 10    | 10       | 6.14     | 1.77    |
| 2002      | 近鉄      | 3     | 2     | 0     | 0     | 0        | 1     | 0     | 0        | --          | 1.000 | 37    | 9.0      | 9        | 0           | 3        | 0     | 0        | 5        | 0     | 1        | 3     | 3        | 3.00     | 1.33    |
| 2003      | 近鉄      | 5     | 0     | 0     | 0     | 0        | 0     | 1     | 0        | --          | .000  | 32    | 7.2      | 11       | 1           | 0        | 0     | 1        | 2        | 0     | 0        | 4     | 4        | 4.70     | 1.43    |
| 2004      | 近鉄      | 1     | 0     | 0     | 0     | 0        | 0     | 0     | 0        | --          | ----  | 4     | 1.0      | 1        | 0           | 1        | 0     | 0        | 0        | 0     | 0        | 0     | 0        | 0.00     | 2.00    |
| 2005      | 楽天      | 5     | 4     | 0     | 0     | 0        | 0     | 3     | 0        | 0           | .000  | 77    | 16.1     | 25       | 3           | 6        | 1     | 0        | 8        | 2     | 0        | 16    | 15       | 8.27     | 1.90    |
| 2006      | 楽天      | 21    | 2     | 0     | 0     | 0        | 0     | 2     | 0        | 0           | .000  | 153   | 35.0     | 35       | 3           | 12       | 1     | 1        | 23       | 1     | 0        | 22    | 20       | 5.14     | 1.34    |
| 通算：8年 | 通算：8年 | 49    | 10    | 0     | 0     | 0        | 1     | 7     | 0        | 0           | .125  | 438   | 97.0     | 117      | 9           | 38       | 2     | 5        | 51       | 4     | 1        | 69    | 64       | 5.94     | 1.60    |

### 記録
- 初登板：1999年5月8日、対日本ハムファイターズ7回戦（大阪ドーム）、9回表に5番手で救援登板・完了、1回無失点
- 初奪三振：同上、9回表に金子誠から
- 初先発：1999年8月4日、対西武ライオンズ17回戦（大阪ドーム）、4回3失点（自責点2）
- 初勝利・初先発勝利：2002年9月30日、対福岡ダイエーホークス27回戦（大阪ドーム）、5回1失点

### 背番号
- 60 （1999年 - 2007年）
- 117 （2008年 - 2024年）